# Fontet
Fontet  egy francia település Gironde megyében az Aquitania régióban. Lakosainak száma 746 fő (2022. január 1.).

## Adminisztráció
Polgármesterek:
- 1945–1959 Albert Pauly
- 1959–1971 Roger Carcauzon
- 1971–1983 Guillaume Pouchet
- 1983–2001 Guy Campodarve
- 2001–2014 Jean-Marie Mongie
- 2014–2020 Jean-Marie Fraiche

## Demográfia
| Lakosok száma | 626  | 672  | 715  | 735  | 844  | 808  | 793  | 789  | 769  | 746  |
|               | 1968 | 1982 | 1990 | 2006 | 2013 | 2015 | 2017 | 2019 | 2020 | 2022 |

## Látnivalók
- Saint-Front templom a XVI. századból

### Galéria

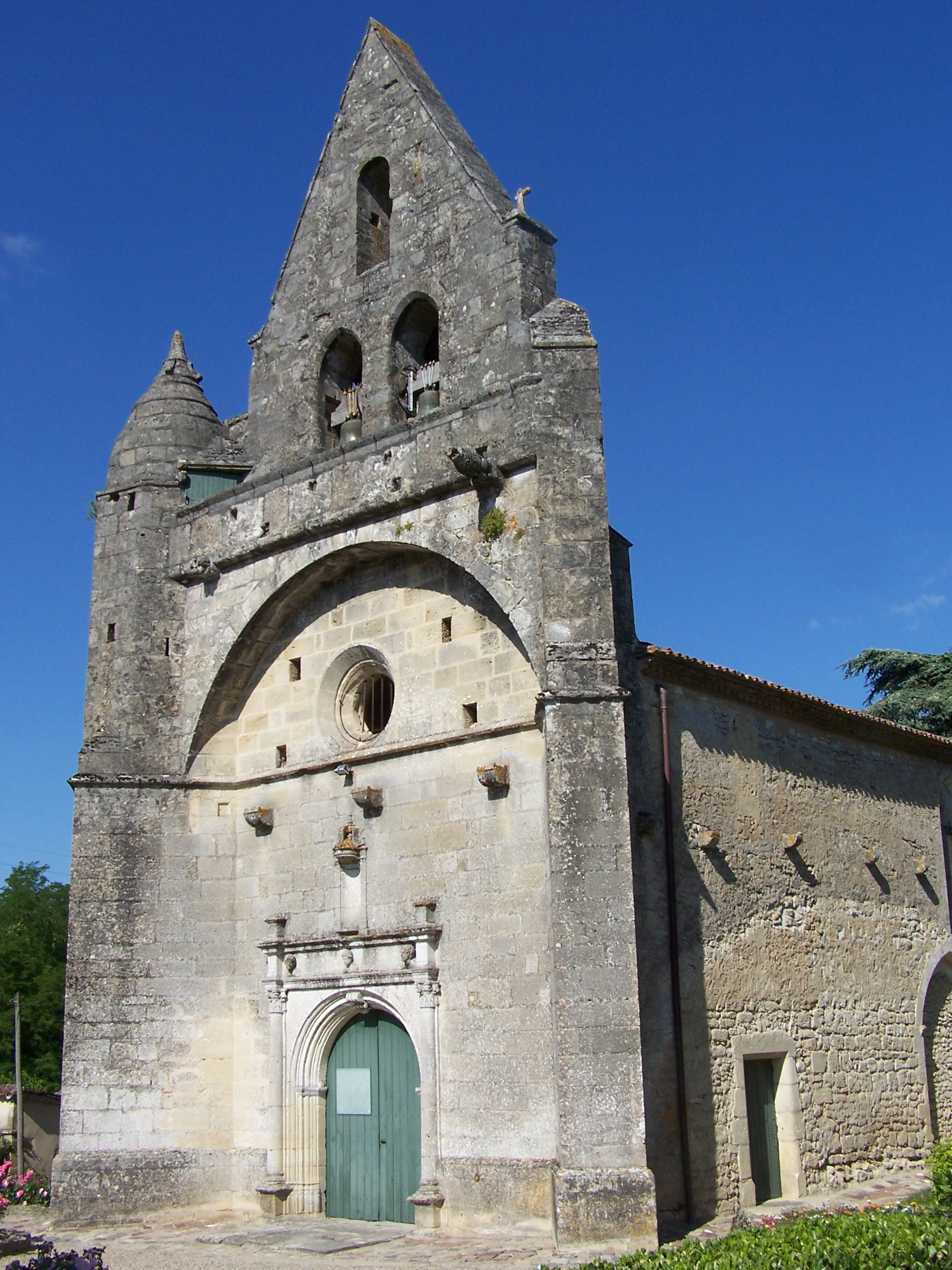
Saint-Front
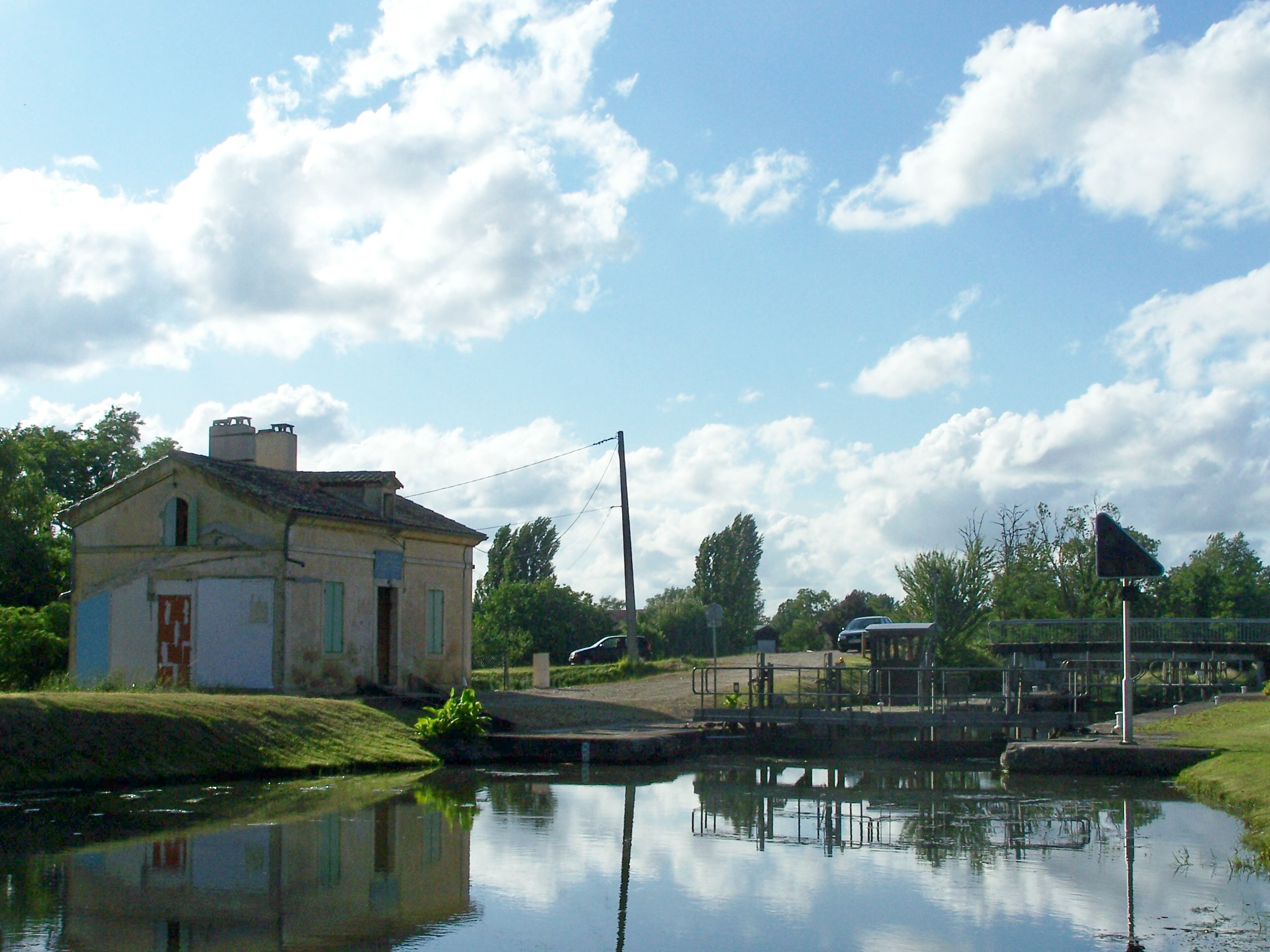
Gát
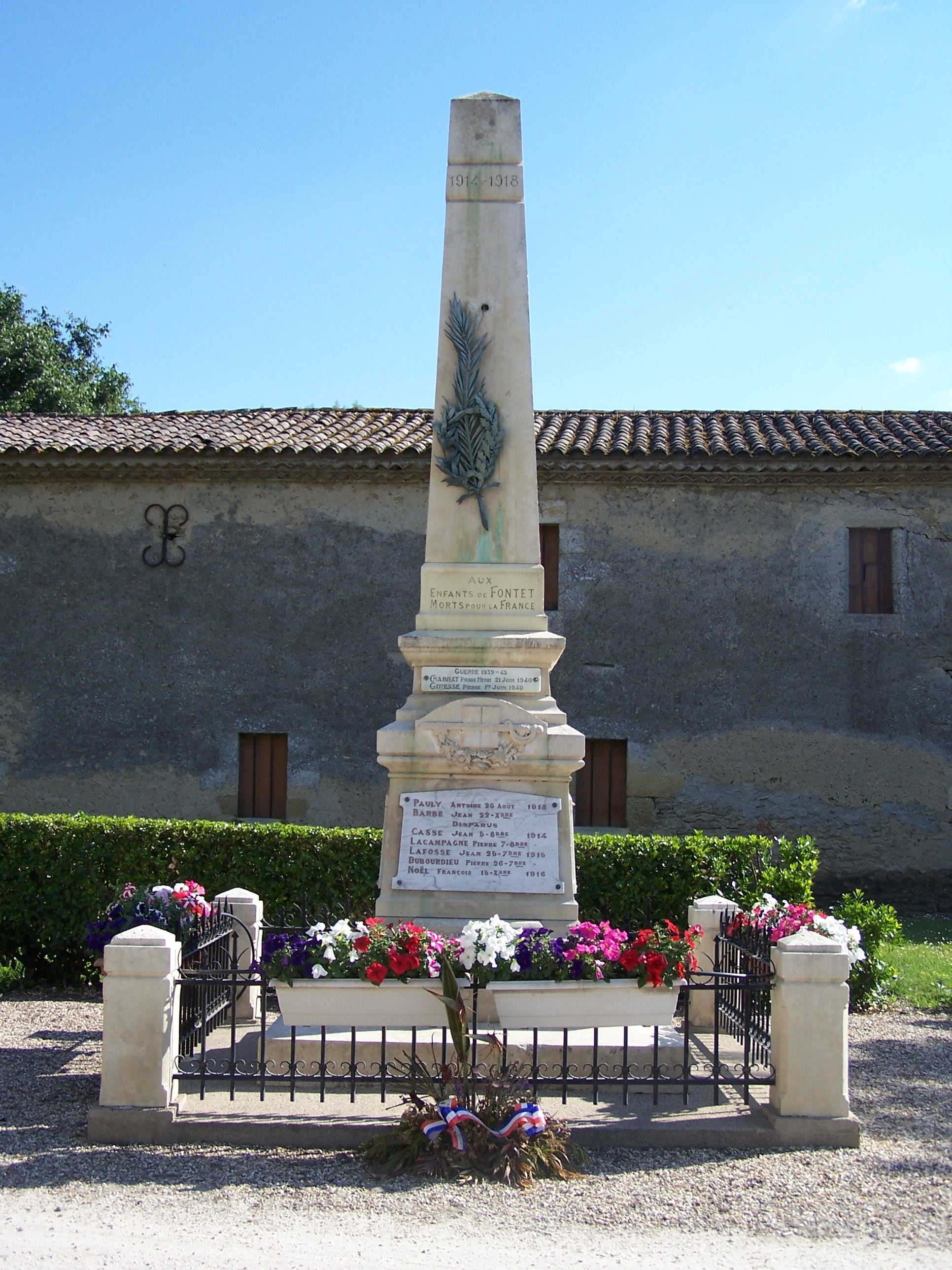
Emlékmű